# مانوک خدابخشیان
مانوک خدابخشیان (ارمنی: Մանուկ Խոդաբախշեան) (۱۲ مهر ۱۳۲۴ – ۱۵ شهریور ۱۳۹۸) کارشناس فوتبال، مفسر ورزشی و تحلیل‌گر سیاسی ارمنی‌تبار ایرانی ـ آمریکایی و از مطرح‌ترین چهره‌های رسانه‌ای ورزش پیش از انقلاب ۱۳۵۷ بود.

## زندگینامه
مانوک خدابخشیان در ۴ اکتبر ۱۹۴۵ (۱۲ مهر ۱۳۲۴) در آبادان به‌دنیا آمد. وی دانش‌آموختهٔ دبیرستان رازی آبادان و تحصیل‌کردهٔ رشتهٔ ادبیات در دانشگاه اصفهان بود. او همچنین مبتکر برنامهٔ ورزش از نگاه دو بود.

## فعالیت‌ها
مانوک خدابخشیان یک مفسر پرتوان، تحصیلکرده، آگاه به مسایل روز فوتبال بود و در دههٔ پنجاه خورشیدی شیوهٔ تازه‌ای در تفسیر فوتبال را در تلویزیون بنا نهاد. او با مطالعات روز، شناخت دقیق، ارائهٔ آمار و ارقام دقیق و ارزیابی فنی در افزایش اطلاعات و آگاهی‌های مردم نقش چشمگیری داشت. مانوک خدابخشیان خیلی زود جایگاه خود را به‌عنوان یک مفسر بلامنازع در تلویزیون به‌دست‌آورد و مسئولان نیز مهم‌ترین مسابقات را به وی سپردند و وی نیز با تحلیل‌های حساب شده و اطلاعات ریز و غیرقابل دسترس، مردم را با فوتبال بیشتر آشنا کرد. مانوک خدابخشیان را مرد اول تفسیر فوتبال ایران نامیده‌اند. دوستدارانش او را «عمو مانوک» می‌نامند.

### جام‌های جهانی ۱۹۷۴ و ۱۹۷۸
در آن دوران حبیب‌الله روشن‌زاده و مانوک خدابخشیان به ترتیب وظیفهٔ گزارش و تفسیر مسابقات فوتبال تلویزیون را بر عهده داشتند. گزارش‌های زنده روشن‌زاده با تفاسیر شنیدنی و دقیق خدابخشیان همراه می‌شد. نگاه کارشناسی و دید فنی بالای خدابخشیان به حدی بود که در چند دیدار جام جهانی چند تعویض مهم و حیاتی را پیش‌بینی کرد و دقایقی بعد دقیقاً همان تعویض‌ها توسط مربیان بزرگ و مطرح دنیا انجام شد.

## برنامهٔ ورزش از نگاه دو
در سال ۱۳۵۳ که واحدهای ورزش برای کانال‌های یک و دو تلویزیون ملی ایران ایجاد شد، مدیریت ورزش در شبکهٔ یک بر عهدهٔ حبیب روشن‌زاده و در شبکهٔ دو برعهدهٔ مانوک خدابخشیان گذاشته شد. در زمانی که ایرج گرگین مدیریت کانال دو را بر عهده داشت، مانوک خدابخشیان با همکاری حمید قاضی‌زاده، محمدعلی اینانلو، ایرج ادیب‌زاده و رضا آخته برنامهٔ اجتماعی ـ ورزشی ورزش از نگاه دو را به‌روی آنتن تلویزیون ملی ایران برد. این برنامه به حدی جذاب و پرمخاطب بود که دو سال پیاپی جایزهٔ پربیننده‌ترین برنامه را دریافت کرد.

## مهاجرت به آمریکا
در تیر ۱۳۵۷ مانوک خدابخشیان برای ادامهٔ تحصیل در رشتهٔ وسایل ارتباط جمعی در دانشگاه مینه‌سوتا به آمریکا مهاجرت کرد و با وقوع انقلاب در آنجا ماندگار شد. در آمریکا به مخالفت با نظام جمهوری اسلامی پرداخت و با رسانه‌های مختلفی از قبیل رادیو صدای ایران، تلویزیون تصویر ایران، تلویزیون ان‌آی‌تی‌وی (NITV)، تلویزیون طپش، تلویزیون پن (PEN)، تلویزیون اندیشه به‌عنوان تحلیلگر سیاسی ـ اجتماعی همکاری کرد. خدابخشیان برنامه‌ای به نام شمارش معکوس داشت که روزهای شنبه ساعت ۲:۴۵ به وقت ایران از تلویزیون کانال یک (channel one) با مدیریت شهرام همایون پخش می‌شد. او همچنین در رادیو epersianradio برنامه داشت.
در سال ۱۳۸۷ مصاحبهٔ مانوک خدابخشیان با محمد مایلی کهن چهرهٔ  فوتبال ایران در رسانه‌های داخلی جنجال آفرید. مایلی کهن در پاسخ به این واکنش‌ها بی آن‌که از این کار ابراز پشیمانی کند، در اظهارنظری گفت آنها از بسیاری از رسانه‌های داخلی روراست‌تر هستند.

## اعتراضات ۱۴۰۱
در شبکه‌های اجتماعی یکی از پیش‌بینی‌های او دست‌به‌دست می‌شود که می‌گوید: «یک روزی مادران و دختران یا «سیندرلا» ها خیابان‌ها را غرق خواهند کرد و پدر رژیم را درمی‌آورند و پاشنه آشیل این رژیم می‌شوند.» او صحبت از یک «نسل شیک پاسارگادی» می‌کند که زمینه‌ساز رنسانس ایرانی می‌شود و می‌گوید سال‌ها پیش گفته و هنوز تکرار می‌کند که با وجود این نسل «براندازی رژیم کلید خورده» است.

## بیماری و مرگ
مانوک خدابخشیان پس از تحمل یک حمله قلبی و سکته مغزی ساعت ۱۱:۳۵ روز جمعه ۶ سپتامبر ۲۰۱۹ (۱۵ شهریور ۱۳۹۸) در سن ۷۳ سالگی در لس آنجلس درگذشت.